# 緋洱尺蛾
緋洱尺蛾（学名：Trichopterigia rufinotata）为尺蛾科洱尺蛾屬下的一个种。